# پینگتونگ
پینگتونگ (به لاتین: Pingtung City) یک شهر در تایوان است که در شهرستان پینگتونگ واقع شده‌است.

## خصوصیات
پینگتونگ ۶۶٫۰۳ کیلومترمربع مساحت و ۲۰۳٬۸۶۶ نفر جمعیت دارد.

## نگارخانه

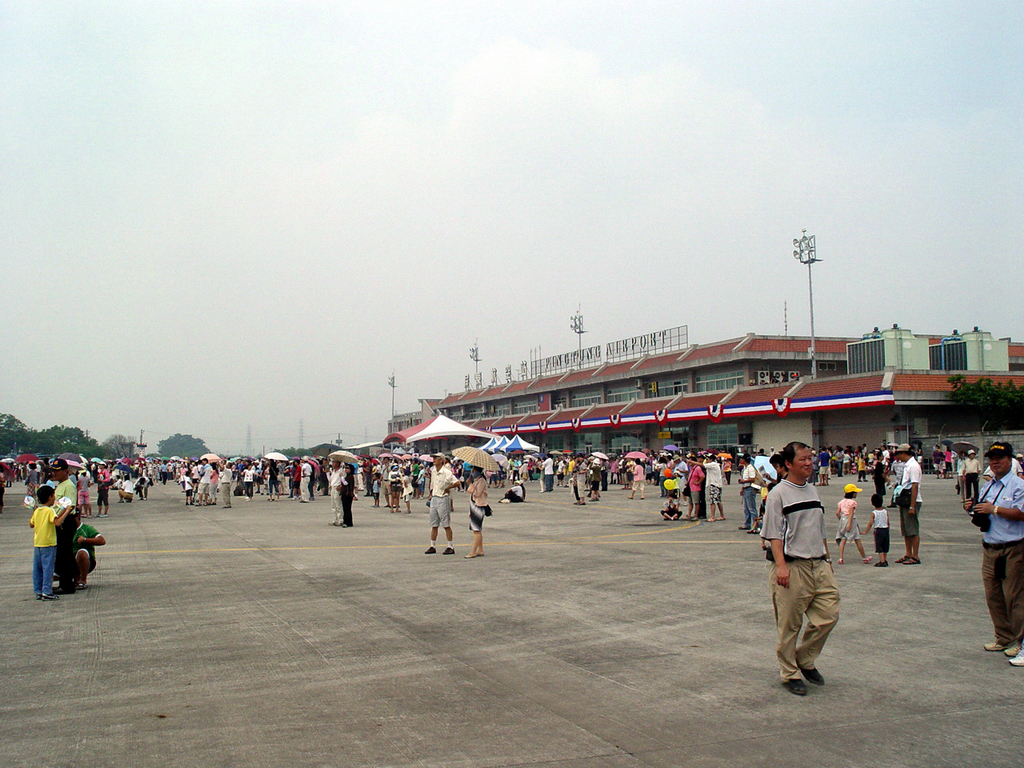
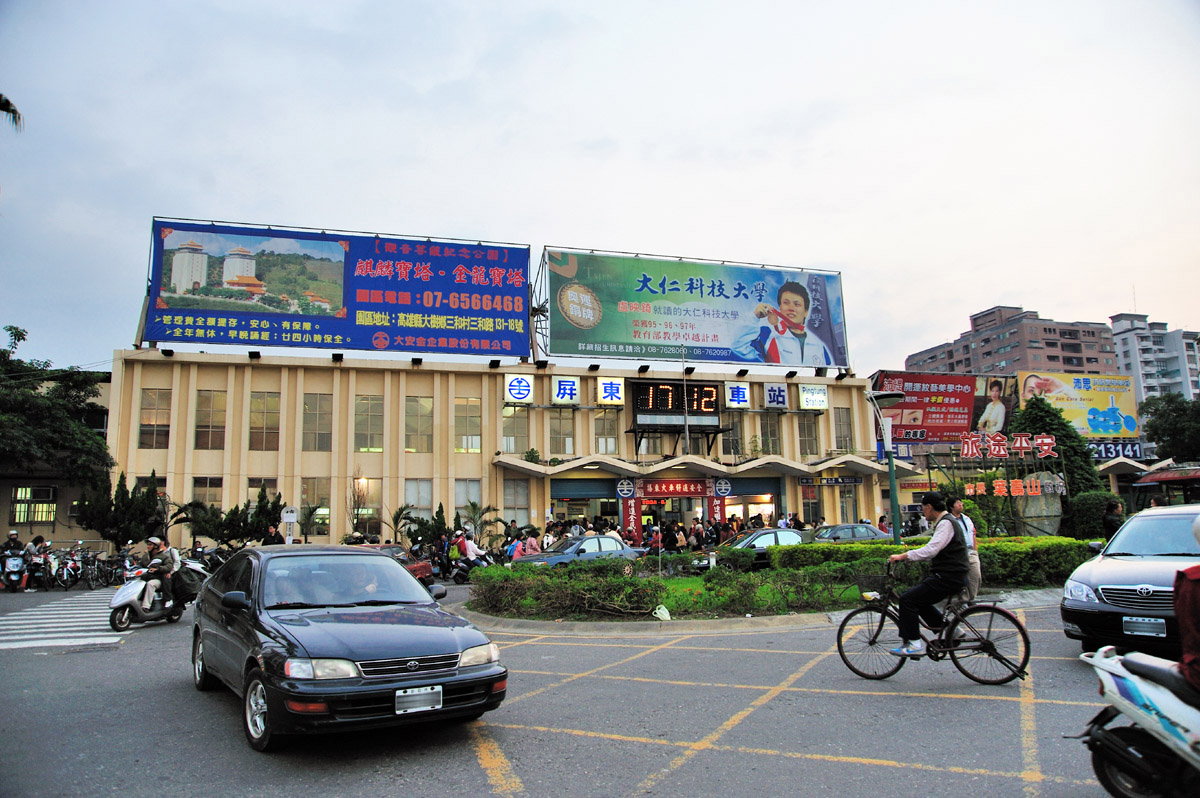
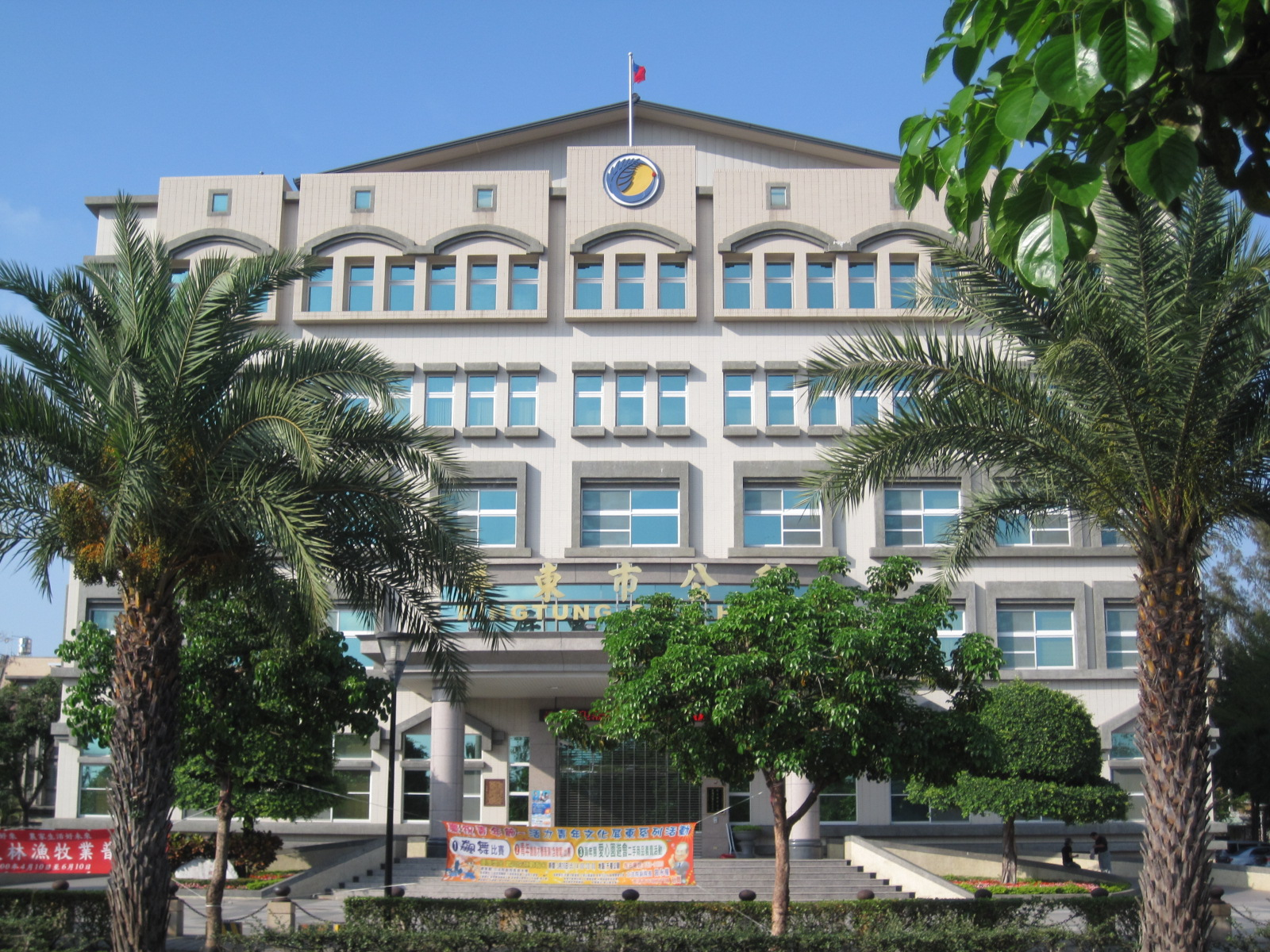